# The Search for Everything
The Search for Everything é o sétimo álbum de estúdio do cantor e compositor norte-americano John Mayer, lançado em 14 de abril de 2017 pela Columbia Records.

## Desenvolvimento e divulgação

### Antecedentes
The Search for Everything foi o primeiro lançamento de John Mayer desde seu álbum de 2013, Paradise Valley, após um hiato de quatro anos. Durante 2015 e 2016, ele fez uma turnê como parte da banda de rock Dead & Company, com os membros restantes do grupo de rock clássico The Grateful Dead. 

### Extended plays
Em janeiro de 2017, John Mayer escreveu em um post no Facebook que “o álbum [The Search for Everything] será lançado quatro músicas por vez. Havia muitas músicas para sair pela porta de uma vez”. O disco foi precedido pelo lançamento de dois EPs, cada um com quatro novas músicas do álbum, o The Search for Everything: Wave One e o The Search for Everything: Wave Two. A primeira onda (em inglês “wave”) foi lançada em 20 de janeiro de 2017, já a segunda onda foi lançada em 24 de fevereiro de 2017.

### Singles
O single principal do álbum, “Love on the Weekend”, foi lançado em 17 de novembro de 2016. O segundo single, “Still Feel Like Your Man”, foi lançado em 24 de fevereiro de 2017. A canção foi inspirada pelo seu relacionamento de idas e vindas com Katy Perry entre 2013 e 2015. A letra contém menções a relação dos dois, como “ainda tenho seu shampoo no caso de você querer lavar os cabelos” e “ainda acho que não vou encontrar outra ‘você’”.A última música de trabalho do álbum viria a ser “In the Blood”, lançada como single em 1º de maio de 2017.

### Turnê e apresentações ao vivo
Em 30 de janeiro de 2017, John Mayer anunciou sua turnê mundial, The Search for Everything World Tour, que se iniciaria na América do Norte em 2017. Em 24 de fevereiro, Mayer anunciou mais 30 datas da turnê que, agora, se extenderia até a Europa.
Em 6 de dezembro de 2016, Mayer apresentou o single "Love on the Weekend", no The Tonight Show Starring Jimmy Fallon. Em 24 de fevereiro, Mayer tocou "Moving On and Getting Over" no The Ellen DeGeneres Show. Em 28 de fevereiro, ele tocou o single "Still Feel Like Your Man" no Jimmy Kimmel Live!.
Mayer anunciou no início de 2019 que faria a turnê The Search for Everything novamente. O cantor anunciou sete datas de turnês asiáticas, nove datas européias e 32 datas nos EUA.

## Recepção da crítica
No Metacritic, que atribui uma classificação normalizada de 100 a críticas dos principais críticos, The Search for Everything tem uma pontuação média de 61, o que indica "avaliações geralmente favoráveis" com base em 4 avaliações.
Stephen Thomas Erlewine, da AllMusic, atribuiu-lhe 4,5 de 5 estrelas, comentando “Embora seja aparentemente um álbum de separação, The Search for Everything não parece assombrado: Mayer desliza pelo disco tão suavemente, que o som suave parece quase despreocupado. É também bastante sedutor.” Jim Farber, da Entertainment Weekly, chamou de “o álbum mais profundamente pessoal que Mayer já lançou”, atribuindo-lhe B +, enquanto afirmava “se a suavidade permanece a fraqueza de Mayer, o brilho de suas melhores composições proporciona uma troca digna.” Robert Christgau deu a este álbum uma menção honrosa de duas estrelas: “Se você se pergunta por que as mulheres se apaixonam por um cara com sua história romântica, ouça suas músicas com a mente aberta”, destacando “Love on the Weekend” e “Never on the Day You Leave”.
No entanto, Alex McLevy, do AV Club, deu um D ao álbum, afirmando que “John Mayer perde todos os vestígios de algo interessante.” A revisão de 4.9 em 10 de Katherine St. Asaph, da Pitchfork, também foi desfavorável, dizendo que o álbum é "agradavelmente sem graça".

## Desempenho comercial
The Search for Everything estreou no número dois na Billboard 200 dos Estados Unidos com 132.000 unidades equivalentes a álbuns, das quais 120.000 foram pura venda de álbuns. Ele estreou no número um na tabela Billboard Top Rock Albums, tornando-se o terceiro álbum número um de Mayer em 2017 nesta parada, após os dois EPs Wave One e Wave Two.

## Lista de faixas
Todas as letras escritas por John Mayer. 
| N.º | Título                                   | Duração |  |
| 1.  | "Still Feel Like Your Man"               | 3:56    |  |
| 2.  | "Emoji of a Wave"                        | 3:59    |  |
| 3.  | "Helpless"                               | 4:09    |  |
| 4.  | "Love on the Weekend"                    | 3:31    |  |
| 5.  | "In the Blood"                           | 4:05    |  |
| 6.  | "Changing"                               | 3:33    |  |
| 7.  | "Theme from 'The Search for Everything'" | 1:54    |  |
| 8.  | "Moving On and Getting Over"             | 4:21    |  |
| 9.  | "Never on the Day You Leave"             | 3:44    |  |
| 10. | "Rosie"                                  | 4:03    |  |
| 11. | "Roll It on Home"                        | 3:25    |  |
| 12. | "You're Gonna Live Forever in Me"        | 3:09    |  |

## Equipe e colaboradores

### Músicos
Adaptado das notas principais do álbum.
- John Mayer – vocais, guitarra, piano
- Steve Jordan – bateria (faixas 1, 3-10), percussão (faixas 1-6, 8)
- Pino Palladino – baixo elétrico (faixas 1-11)
- Sheryl Crow – vocais (faixa 5)
- Mike Elizondo - baixo acústico (faixa 10)
- James Fauntleroy – teclados adicionais (faixas 1, 8)
- Chuck Findley - trompete (faixa 10)
- Larry Goldings – teclados (faixas 1-3, 5, 8, 10, 11), pump organ (faixa 6)
- Gary Grant - trompete (faixa 10)
- Jerry Hey - arranjos e condução de instrumento de sopro (faixa 10)
- Daniel Higgins - saxofone (faixa 10)
- Alan Jardine – vocais (faixa 2)
- Matt Jardine – vocais (faixa 2)
- Greg Leisz - guitarra havaiana (faixa 5), dobro (faixa 6), pedal steel (faixa 11)
- Andy Martin - trombone (faixa 10)
- Tiffany Palmer – vocais (faixa 3)
- Davide Rossi - cordas (faixas 1, 2, 7, 9, 12), arranjos e condução de instrumentos de cordas (faixas 2, 7, 12)
- Aaron Sterling – bateria (faixa 11), percussão (faixas 1, 11)

### Produção
- Steve Jordan – produtor executivo
- Chad Franscoviak – produtor, engenharia de áudio
- John Mayer – produtor
- Chris Galland – mixagem de áudio
- Manny Marroquin – mixagem de áudio
- Greg Calbi – masterização de áudio